# Idaea lividellaria
Idaea lividellaria là một loài bướm đêm trong họ Geometridae.